# H. Funnekotter
H. Funnekotter was een atelier en handel in kerkelijke kunst, gevestigd te Delft (1883-1891) en Rotterdam (1891-1967)

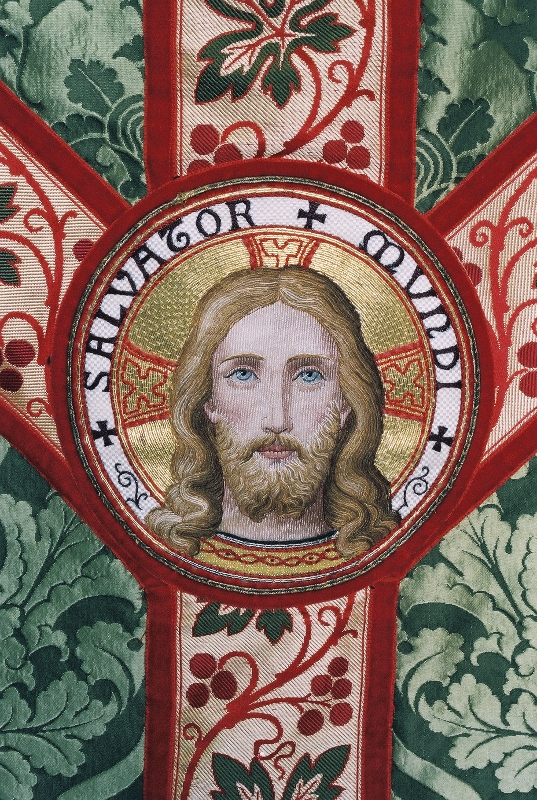
Detail van een kazuifel van H. Funnekotter uit 1918, met Christus als Salvator Mundi. Sint-Lambertuskerk te Rotterdam.

## Oprichting
Hermannus Funnekotter (1864-1930) volgde in 1883 het voorbeeld van zijn oom G.J. Funnekotter (1830-1894), een katholieke handelaar in kerktextiel in Utrecht. Hij vestigde zich met zijn handel in kerksieraden in zijn geboortestad Delft. In 1886 ging hij een vennootschap aan met zijn zwager  Hubert Fermin, onder de naam Herman Funnekotter & Co, maar beiden leverden onder eigen naam. Een paars vierstel van Funnekotter uit 1888, gemaakt van zijdedamast met geweven banden, laat zien dat er op dat moment nog geen borduurwerk aan te pas kwam.

## Verhuizing naar Rotterdam

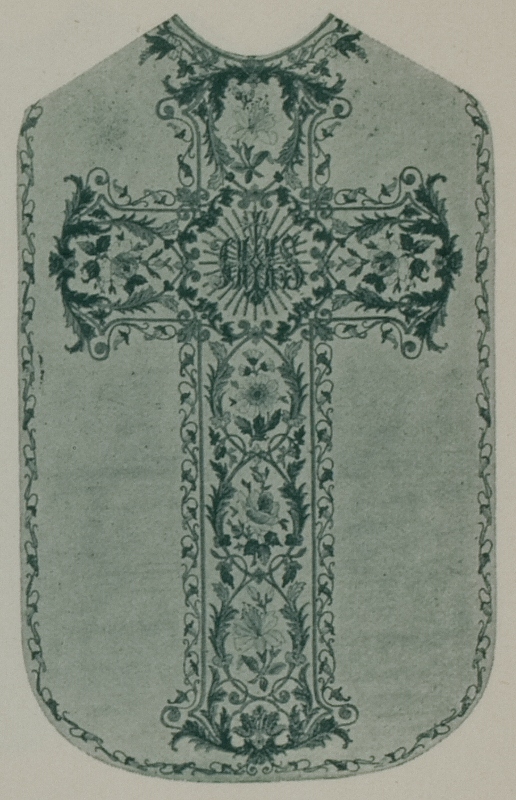
Kazuifel uit de verkoopcatalogus van 1899. Dit kazuifel van witte moiré met borduurwerk in zijde en goud kostte 300 gulden

In 1891 gingen beide vennoten zelfstandig verder. Fermin vertrok naar Den Haag, Funnekotter vestigde zich naast de Sint-Laurentiuskerk aan de Nieuwe Haven in Rotterdam. Hier ontwikkelde hij zich van handelsreiziger tot fabrikant en kunstborduurwerker en verwierf snel roem met zijn borduurwerken, ‘zóó fraai, dat men bijna zou denken dat het penseel had meegeholpen’.
In 1899 gaf Funnekotter een geïllustreerde catalogus uit waarin kerktextiel en kerkzilver aangeboden werden. Beide zijn in neogotische stijl vormgegeven. Alleen het kerktextiel was afkomstig uit eigen atelier. De kruisen en kolommen van de Romeinse kazuifels zijn gedecoreerd met fijne ranken – vrijwel altijd fantasierijke varianten van de passiebloem – in goudborduurwerk of kleurige zijde. Centraal is het monogram IHS in gotische letters of een geborduurde heilige afgebeeld. De prijzen varieerden van 15 gulden voor een halfzijden damasten kazuifel met een kruis van galons, tot 1350 gulden voor een kazuifel van zilver chevron, geheel met echt goud geborduurd. Kenmerkend voor Funnekotter is het bonte galon dat voor de randen is gebruikt.
In deze catalogus zijn vooral de eenvoudiger gewaden en vaandels afgebeeld. Daarnaast maakte Funnekotter zeer rijke en kostbare borduurwerken, die veel indruk maakten op tentoonstellingen. In 1898 exposeerde hij bijvoorbeeld in de grote zaal van de Rotterdamsche Kunstkring. Geconstateerd werd dat ’in Rotterdam een bijzondere tak van kunstnijverheid bloeit, waarvan de producten met de beste uit het buitenland kunnen wedijveren’. Een van deze rijkere borduurwerken werd besproken in de Katholieke Illustratie van 1900. De draaghemel naar ontwerp van  J.H. Tonnaer voor de kerk van Antonius van Padua te Rotterdam inspireerde de schrijver tot een lovend betoog:
‘De naald schilderde met edele, veelkleurige zijde en kostbaar goud op de vier hoeken emblemata van het H. Sacrament, als juweeltjes geroemd […]. De beeldekens, waarvan lijnen, schaduw en bewerking niets te wenschen overlaten, [die] fonkelen van goud, maar toch getemperd worden door de zachte en schoone kleuren der insgelijks geheel geborduurde en met goud gecontoureerde bladeren en bloemen, roepen ook ons luide hun: Tantum ergo Sacramentum veneremur cernui toe.’
Het bedrijf bloeide. In 1903 verhuisde het naar een nieuw pand aan de Nieuwe Haven, dat geheel ‘in stijl’ verbouwd werd door de architect J.H. Tonnaer en ingericht met etalagekasten van E. Mengelberg. In 1905 won Funnekotter de eerste prijs op de vaandeltentoonstelling in het Paleis van Volksvlijt te Amsterdam, wat opnieuw bewijst dat het borduurwerk zeer gewaardeerd werd.
Funnekotter was evenals zijn zwager H. Fermin actief in de kringen van kerkelijke kunstenaars. Hij was werkend lid van de Katholieke Kunstkring De Violier, in zijn geval van de afdeling Rotterdam, een afdeling die overigens maar kort bestond (1907-1909). Ook was hij lid van het Sint-Bernulphusgilde, in navolging van zijn oom G.J. Funnekotter.
De productie van het atelier moet in de eerste decennia van haar bestaan groot zijn geweest. Daarop wijst niet alleen de uitgave van een gedrukte catalogus, maar ook de vakkundige routine van het borduurwerk en de seriematig vervaardigde medaillons. Het is mede aan Funnekotter te danken dat neogotische paramenten in elke Nederlandse parochie aanwezig zijn.

## Vernieuwingen

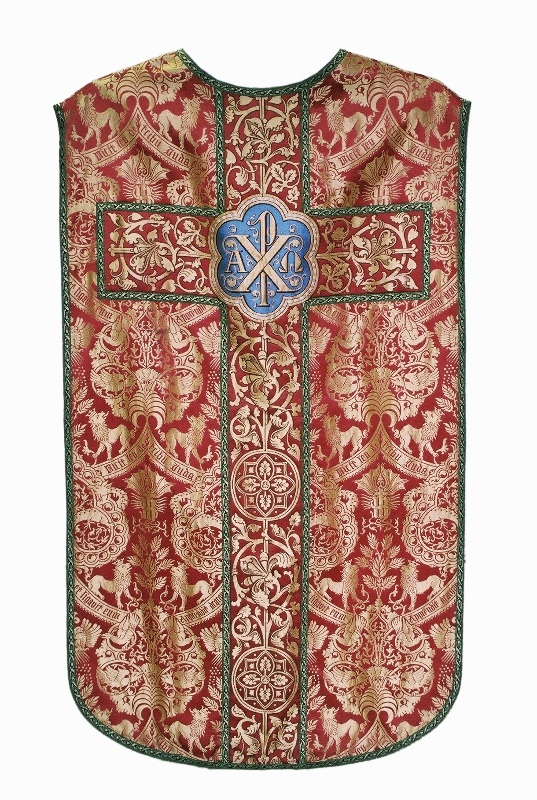
Kazuifel van H. Funnekotter uit circa 1910-1915. Sint-Lambertuskerk te Rotterdam.

De schilderachtige neogotiek raakte na 1910 echter uit de gratie. Rijke stoffen en geweven banden, naar zestiende-eeuwse voorbeelden, gaan het uiterlijk van de paramenten bepalen. Twee stellen uit de  Sint-Lambertuskerk te Rotterdam laten de nieuwe vormgeving zien. Een rood driestel uit circa 1910-1915 is vervaardigd van zwaar goudbrokaat met het leeuwenmotief, met een decoratie van geweven banden met laatgotische motieven. Een groen stel uit 1918 is gemaakt van een rijke groene zijdedamast met granaatappelmotief. De dalmatieken en tunieken van de beide stellen zijn van het wijde en lange laatmiddeleeuwse model. De mouwen en zijnaden zijn aan de onderzijde open, een gebruik dat rond 1500 ontstond. Deze gewaden zijn zorgvuldig samengesteld en afgewerkt. Het medaillon op de laatstgenoemde kazuifel, met een frontaal portret van Christus als Salvator Mundi, wordt veelvuldig aangetroffen op kazuifels in Nederland, ook op werken van andere ateliers. Het is een goed voorbeeld van routineus gemaakt seriewerk.
Enkele vaandels uit de jaren twintig laten zien dat deze nog steeds schilderachtig en tamelijk behoudend vormgegeven werden. In 1925 werd bijvoorbeeld een vaandel naar ontwerp van de kerkschilder Jan Dunselman (1863-1931) uitgevoerd in het atelier van Funnekotter. Het centrale tafereel met de heilige Anna en Maria is naturalistisch en romantisch weergegeven. Alleen het gebruik van een modern lettertype en de hoekopvulling van spiralen maken het tot een eigentijds vaandel. Zeer waarschijnlijk voerde Funnekotter de ontwerpen voor vaandels in opdracht uit en waren de ontwerpers niet in dienst van het bedrijf.

## H. Funnekotter & Zoon

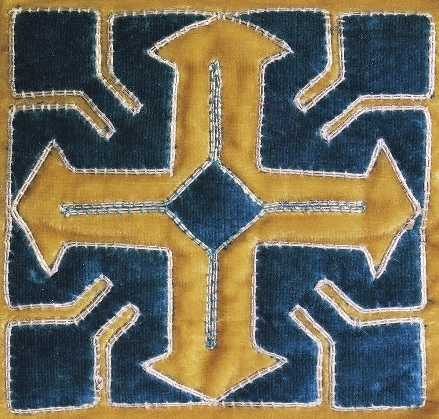
Detail processieparasol van H. Funnekotter, circa 1925-1935. Sint-Lambertuskerk te Rotterdam.

In 1930 overleed Herman Funnekotter, na langdurige ziekte. Zijn weduwe en zijn zoon Antonius Theodorus Maria (Toon) Funnekotter (1894-1974) namen de zaak over. De laatste had zijn opleiding aan de HBS te Rolduc al eerder moeten afbreken, zodat zijn vader hem in het vak had kunnen inwijden. Ook had hij versneld de avondtekenacademie gevolgd om te kunnen ontwerpen.
Toon Funnekotter was zeer actief in de kring van katholieke kunstenaars. Hij was lid van het Sint-Bernulphusgilde en was in 1922 mede-oprichter van de Nederlandsche R.K. Bond van Kunstnijveren op het Gebied van Borduurwerken en Handelaren in Kerkbenoodigdheden. Naast  J. Cox uit Utrecht was hij in 1928 de enige vertegenwoordiger van een atelier in kerktextiel op de tentoonstelling van de Permanente Tentoonstellingsraad voor Katholieke Kunst (Petra) in Maastricht, waar hij ‘met kazuifels en decoratieve stoffen zijn naam ophield’. In de publicatie Ars sacra, bijeengebracht door het Sint-Bernulphusgilde, was hij zelfs als enige vertegenwoordigd met kerktextiel. De in deze publicatie getoonde kazuifel uit 1927 blinkt uit in soberheid. Een gaffelkruis van smal band, gedecoreerd met drie cirkels, gevuld met eenvoudige symbolen, vormt de enige decoratie.
Het werk van Toon Funnekotter uit de jaren rond 1930 lijkt sterk op dat van het zeer succesvolle bedrijf van A.E. Grossé te Brugge. Eind jaren twintig zien we bij Funnekotter vergelijkbare composities verschijnen van sterk gestileerde motieven in effen fluweel, met contouren van gelegd gouddraad. Als voorbeeld kan een processieparasol dienen uit de Sint-Lambertuskerk te Rotterdam. De parasol zelf is gemaakt van een crèmekleurige weefsel met een ruitmotief naar ontwerp van Johan Thorn Prikker. Het werk van Funnekotter uit deze jaren is bijna abstract te noemen.

## Kerkzilver en meubilair

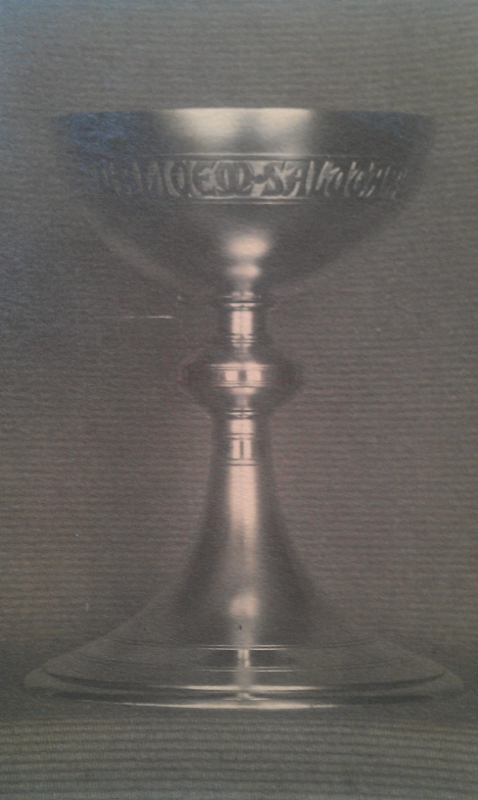
Kelk geleverd door Funnekotter & Zoon.

Het atelier voor borduurwerken vormde de basis van het bedrijf van Funnekotter, maar er werden daarnaast alle kerkbenodigdheden verkocht, van kerkzilver tot kandelaars en wierook. De catalogus van 1899 laat een ruim aanbod neogotisch vormgegeven kerkzilver zien. In advertenties wordt er echter nooit melding van gemaakt. Waarschijnlijk was al het werk afkomstig van andere ateliers en werd het alleen verhandeld. Dit geldt ook voor andere kunstwerken voor de kerk, zoals meubels en beelden. In 1902 werd er bijvoorbeeld een altaar aan de  Sint-Bonifatiuskerk te Kwadendamme geleverd. De stenen tombe was afkomstig van de firma Van Genk te Antwerpen, de eikenhouten opstand met gepolychromeerde beeldjes van de firma Funnekotter en de beeldhouwer H. te Riele uit Roermond. De laatste zal de uitvoering in handen hebben gehad.
Als Toon Funnekotter het bedrijf in 1930 overneemt, is het duidelijk te bedoeling dat hij kerkzilver gaat leveren. Hij maakte zich het vak van edelsmid eigen, om goede ontwerpen te kunnen maken. De briefhoofden uit zijn tijd laten inderdaad zien dat hij behalve kerktextiel kerkzilver leverde. Maar ook in deze tijd zal de uitvoering elders hebben plaatsgevonden. Er is in heel Nederland geen kerkzilver bekend dat het merk van Funnekotter draagt.

## Neergang
De Tweede Wereldoorlog maakte een abrupt einde aan de bloei van het bedrijf. Op 14 mei 1940 werd Rotterdam gebombardeerd en de zaak van Funnekotter aan de Nieuwe Haven volledig vernietigd, inclusief voorraden, ontwerptekeningen en archief. Het enige dat nog overeind stond, was de geblakerde brandkast. J.L. Sträter uit Hilversum en A.W. Stadelmaier uit Nijmegen, eigenaren van twee succesvolle ateliers voor kerktextiel, hielpen Funnekotter bij de heropbouw van een nieuwe zaak, beginnend in een souterrain in Crooswijk. Het bedrijf kwam er echter nooit meer helemaal bovenop; op zijn naoorlogse hoogtepunt werkten er vier à vijf meisjes in het atelier. Uit die tijd zijn enkele ontwerptekeningen overgebleven. Het gaat om paramenten die in opdracht van priesters werden gemaakt: Van der Lugt te Warmenhuizen (1950), monseigneur Th. Pichot te Voorburg (1951) en R.D.G. van Dyck te Waddinxveen (1951). De geborduurde pauwenmotieven op deze paramenten zijn sierlijk en decoratief. De naoorlogse herwaardering van het fijne, creatieve borduurwerk was ook bij Funnekotter doorgedrongen.

## Belangrijkste werken

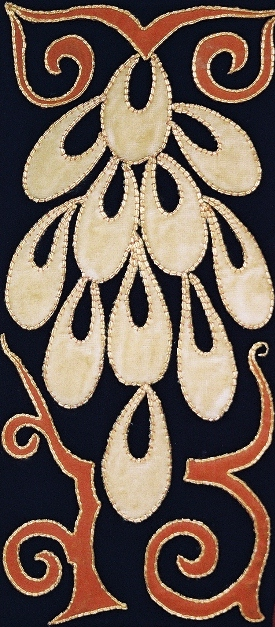
Detail koorkap van H. Funnekotter, voorstellende een druiventros, circa 1930-1940. Sint-Bonifaciuskerk te Alphen aan den Rijn.

- 1899: vaandel Koninklijke Zangvereeniging Rotte's Mannenkoor
- 1904: vaandel Harmonievereniging Hermandad (eerste prijs vaandeltentoonstelling Paleis van Volksvlijt te Amsterdam)
- ca. 1900: draaghemel naar ontwerp van J.H. Tonnaer,  Antonius van Paduakerk te Rotterdam
- ca. 1910: vaandel van de Congregatie der H. Familie,  Maria Magdalenakerk te Amsterdam
- ca. 1910: koorkap kerk van Maria Onbevlekt Ontvangen te Overveen. Schild met aanbidding van het Heilig Sacrament
- 1925: vaandel naar ontwerp van Jan Dunselman,  Sint-Elisabethkerk te Rotterdam
- ca. 1930-1940: gouden stel van de  Sint-Bonifaciuskerk te Alphen aan den Rijn

## Adressen van vestiging
- 1890: Pepersteeg 13, Delft
- 1891: Nieuwehaven 161, Rotterdam
- 1903: Nieuwehaven 109b, Rotterdam
- 1934: Nieuwehaven 157b, Rotterdam
- 1940: Eikenlaan 185, Schiebroek (vanaf 1943 genaamd Larixlaan 185, Rotterdam)